# 都城市立沖水小学校
都城市立沖水小学校（みやこのじょうしりつ おきみずしょうがっこう）は、宮崎県都城市太郎坊町にある公立の小学校。

## 概要
歴史
1900年（明治33年）に尋常小学校2校（高木・金田）が統合の上、高等科を併置し「沖水尋常高等小学校」として創立。現校名となったのは1947年（昭和22年）。
校章
中央に校名の頭文字である「沖」の文字を配している。
校歌
作詞は川越実、作曲は木岡英三郎による。歌詞は2番まであり、歌詞中に校名は登場しない。
通学区域
都城市のうち、「高木町、太郎坊町、金田町、吉尾町、都北町」。
中学校区は都城市立沖水中学校。

## 沿革
前史
- 1872年（明治5年） - 高木に「前原小学校」、金田に「金田小学校」が創立。
- 1886年（明治19年）- 小学校令施行により、簡易科（3年制）を設置の上、「簡易前原小学校」・「簡易金田小学校」に改称。
- 1889年（明治22年）5月1日 - 町村制の施行により、北諸県郡4村（高木、金田、川東、郡元）が合併の上、「沖水村」が発足。
- 1890年（明治23年）- 尋常科（4年制）を設置の上、「尋常高木小学校」・「尋常金田小学校」に改称。
- 1892年（明治25年）4月1日 - 「高木尋常小学校」・「金田尋常小学校」に改称。

正史
- 1900年（明治33年）12月 - 上記の尋常小学校2校（高木・金田）を統合の上、高等科を併置し、郡元（現・松之元）に「沖水尋常高等小学校」が開校。
- 1908年（明治41年）4月 - 改正小学校令により、尋常科（義務教育年限）が4年制から6年制に改められる。旧高等科1年を尋常科5年に、旧高等科2年を尋常科6年に、旧高等科3年を高等科1年に、旧高等科4年を高等科2年に改める。
- 1936年（昭和11年）5月20日 - 沖水村が都城市に合併。養護学級を開設。
- 1941年（昭和16年）4月1日 - 国民学校令施行により、「都城市沖水国民学校」に改称。尋常科を初等科に改める。
- 1947年（昭和22年）- 学制改革が行われる（六・三制の実施）。
  - 4月1日 - 国民学校初等科は新制小学校「都城市立沖水小学校」（現校名）に改組・改称。
  - 5月8日 - 国民学校高等科は、青年学校普通科とともに、新制中学校「都城市立沖水中学校」に改組・改称。
- 1948年（昭和23年）1月 - 従来の保護者会を解散し、父母と先生の会を結成。
- 1958年（昭和33年）7月 - 鉄筋校舎（9教室）が完成。
- 1960年（昭和35年）
  - 1月 - 完全給食（B型）を開始。
  - 5月 - 鉄筋校舎（5教室）が完成。
- 1966年（昭和41年）11月 - プールが完成。
- 1968年（昭和43年）3月 - 通学用歩道橋が完成。
- 1971年（昭和46年）2月 - 体育館が完成。
- 1972年（昭和47年）4月 - 特殊学級を開設。
- 1976年（昭和51年）3月 - 北校舎（特別教室）を増築。
- 1978年（昭和53年）3月 - 北校舎を増築。
- 1981年（昭和56年）3月 - 南校舎を増築。
- 1983年（昭和58年）3月 - 管理棟が完成。
- 1984年（昭和59年）4月 - 新校舎が完成。
- 1991年（平成3年）2月 - センダンを学校の木に、桜を学校の花に制定。
- 1995年（平成7年）10月 - パソコン室が完成。
- 1999年（平成11年）
  - 3月 - 南校舎の増改築が完了。
  - 9月 - 北校舎が完成。
- 2004年（平成16年）3月 - 新体育館が完成。
- 2008年（平成20年）6月 - 新東門が完成。
- 2014年（平成26年）2月 - プールを改修。
- 2022年（令和4年）3月 - 児童数増加のため、仮設校舎が完成。

## 交通アクセス
最寄りの鉄道駅
- JR九州 えびの高原線 「日向庄内駅」

最寄りのバス停留所
- 宮崎交通（宮交バス）「沖水小学校前」停留所

最寄りの幹線道路
- 国道269号
- 国道10号（都城志布志道路・都城道路）「おきみずIC」

## 周辺
- 山野原簡易郵便局
- 都城市消防局 北消防署